# Borgholms stad
Denna artikel handlar om den tidigare kommunen, Borgholms stad. För orten se Borgholm, för dagens kommun, se Borgholms kommun.
Borgholms stad var en stad och kommun i Kalmar län.

## Administrativ historik

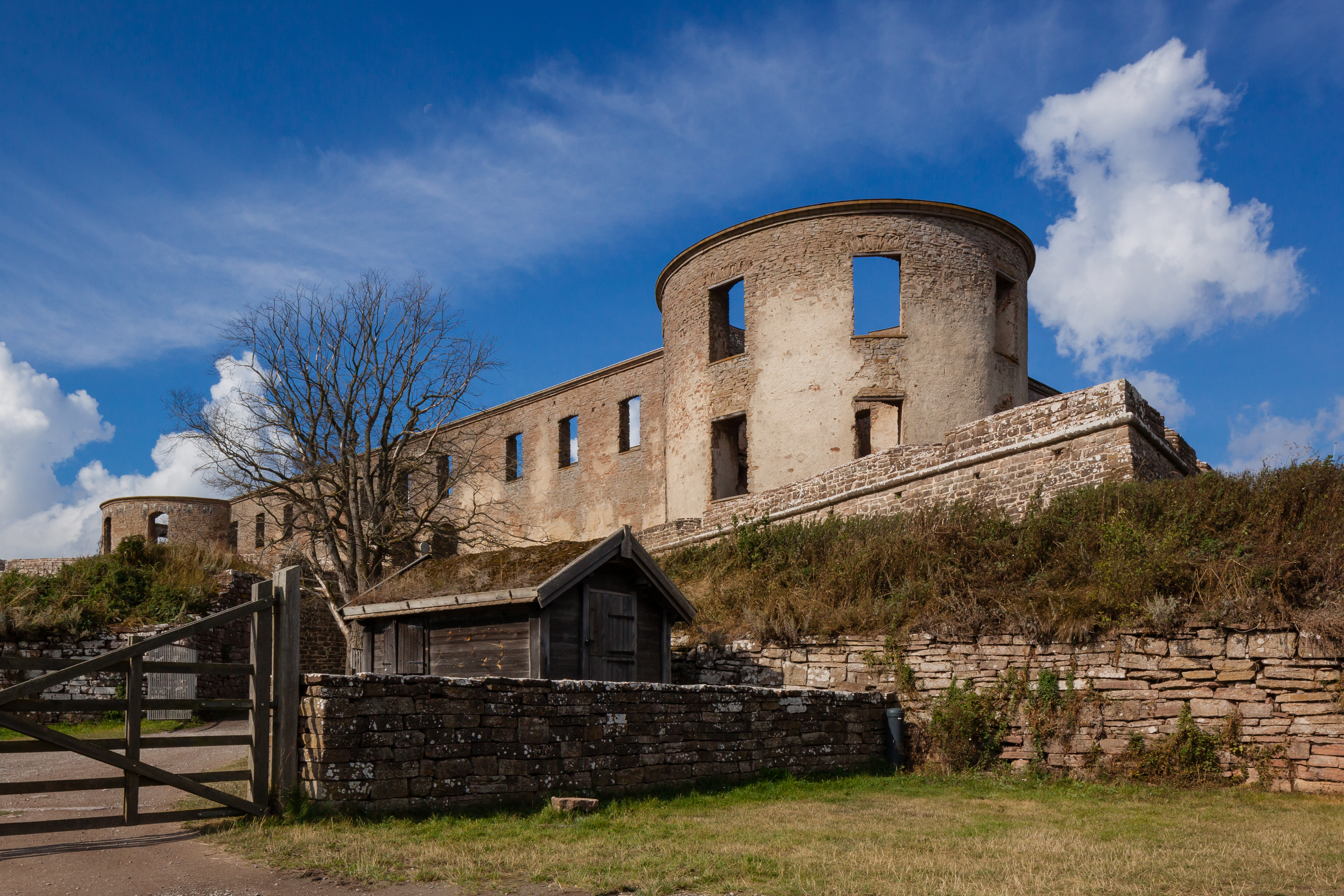
Borgholms slotts ruiner.

Borgholm är namngivet efter slottet Borgholm, uppfört på 1270-talet, och redan i de äldsta källorna, på 1280-talet, skrivs namnet precis som i dag. Då ingick slottet tillsammans med byarna Slät och Bragelunda under medeltiden i socknen Borg. Denna socken införlivades i början av Gustav Vasas tid med Räpplinge socken.
Borgholm fick stadsrättigheter den 28 augusti 1816, och när 1862 års kommunalförordningar började gälla inrättades staden som kommun från den 1 januari 1863. Unikt nog fick staden inte egen jurisdiktion utan löd alltjämt under landsrätt. Vid sekelskiftet 1900 var Borgholm och Haparanda de enda städer som saknade sådan, men därefter inrättades heller inga nya rådhusrätter förutom Lysekils rådhusrätt 1903.
Stadens territorium ändrades flera gånger (årtal avser den 1 januari det året om inget annat anges):
- 1946 - Enligt beslut den 8 december 1944 överfördes till Borgholms stad och församling från Räpplinge landskommun och Räpplinge församling en obebodd del av fastigheten Borgholm 8:14 eller Åkerhagen, omfattande en areal av 0,34 km², varav allt land.[4]
- 1956 - Två områden överfördes till Borgholms stad och församling. Det första området hade 12 invånare och omfattade en areal av 0,17 km², varav allt land, och överfördes till staden från Gärdslösa landskommun och Räpplinge församling. Det andra området hade 102 invånare och omfattade en areal av 1,11 km², varav allt land, och överfördes till staden från Köpingsviks landskommun och Köpings församling.[5]
- 1969 - Borgholms stad inkorporerade de två landskommunerna Gärdslösa och Köpingsvik.

1 januari 1971, i samband med kommunreformen 1971, ombildades Borgholms stad till Borgholms kommun.
1 januari 2016 inrättades distriktet Borgholm, med samma omfattning som Borgholms församling hade 1999/2000, och vari detta område ingår.

### Judiciell tillhörighet
Staden saknade egen jurisdiktion och ingick i judiciellt hänseende i Ölands domsaga och från 1 januari 1969 i Möre och Ölands domsaga. Borgholms stad tillhörde först Ölands norra mots tingslag, som 1 januari 1943 uppgick i Ölands domsagas tingslag. Efter Ölands domsaga upphört den 1 januari 1969 tillhörde staden Möre och Ölands domsagas tingslag.

### Kyrklig tillhörighet

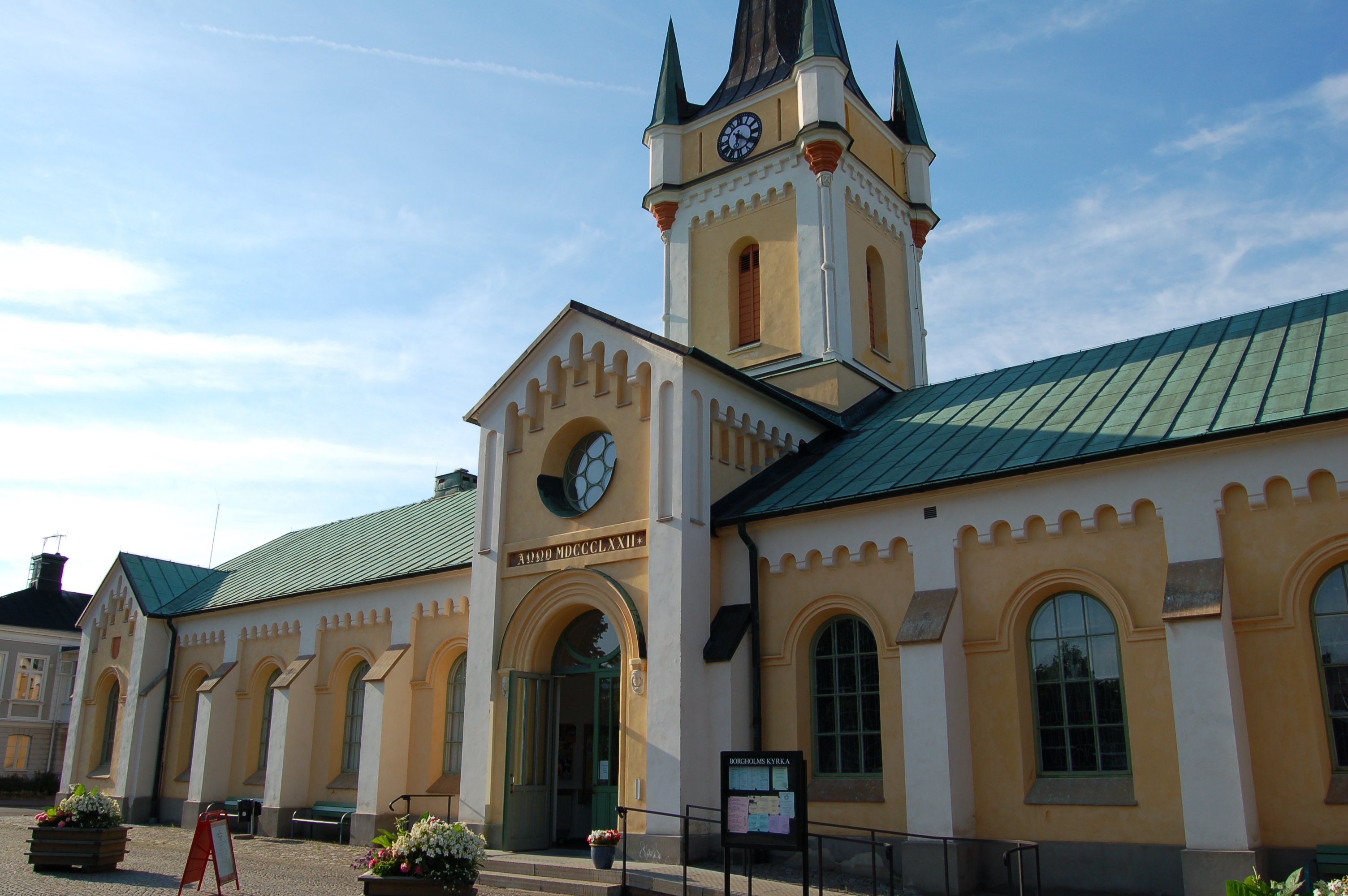
Borgholms kyrka, invigd 1879.

I kyrkligt hänseende tillhörde staden före 1969 Borgholms församling.

### Sockenkod
För registrerade fornfynd med mera så återfinns staden inom ett område definierat av sockenkod 0789 som motsvarar den omfattning staden hade kring 1950.

## Stadsvapnet
Blasonering: I blått fält en av en vågskura bildad stam och däröver en borg, allt av silver; portar och fönster blå.
Vapnet fastställdes 1877. Efter kommunbildningen registrerades vapnet, något moderniserat, i PRV år 1982.

## Geografi
Borgholms stad omfattade den 1 januari 1952 en areal av 2,01 km², varav 2,00 km² land.

### Tätorter i staden 1960
I Borgholms stad fanns tätorten Borgholm, som hade 2 488 invånare den 1 november 1960. Tätortsgraden i staden var då 100,0 procent.

## Näringsliv
Vid folkräkningen den 31 december 1950 var huvudnäringen för stadens befolkning uppdelad på följande sätt:
- 35,0 procent av befolkningen levde av industri och hantverk
- 23,9 procent av handel
- 16,6 procent av samfärdsel
- 14,3 procent av offentliga tjänster m.m.
- 4,5 procent av jordbruk med binäringar
- 2,6 procent av husligt arbete
- 0,0 procent av gruvbrytning
- 3,0 procent av ospecificerad verksamhet.

Av den förvärvsarbetande befolkningen jobbade bland annat 20,7 procent med varuhandel, 15,9 procent med samfärdsel, 11,5 procent med byggnadsverksamhet, 8,3 procent med hälso- och sjukvård samt personlig hygien, 7,4 procent med övriga inom handel samt 6,6 procent med livsmedelsindustri m.m.. 0,9 procent av stadens förvärvsarbetare hade sin arbetsplats utanför kommunen.

## Politik

### Mandatfördelning i valen 1919–1968
| 3 | 7 | 10 |

| 17 | 3 |

| 4 | 7 | 9 |

| 16 | 4 |

| 4 | 7 | 9 |

| 17 | 3 |

| 3 | 4 | 13 |

| 19 |

| 5 | 4 | 11 |

| 20 |

| 8 | 3 | 9 |

| 20 |

| 9 | 4 | 7 |

| 20 |

| 11 | 4 | 5 |

| 19 |

| 8 | 7 | 5 |

| 17 | 3 |

| 12 | 8 | 5 |

| 21 | 4 |

| 12 | 7 | 6 |

| 20 | 5 |

|  | 10 | 2 | 6 | 6 |

| 20 | 5 |

| 2 | 10 | 2 | 6 | 5 |

| 21 | 4 |

| 3 | 9 | 4 | 5 | 4 |

| 21 | 4 |

|  | 11 | 17 | 3 | 8 |

| 37 |

## Befolkningsutveckling
| Befolkningsutvecklingen i Borgholms stad 1820–1990                                                      | Befolkningsutvecklingen i Borgholms stad 1820–1990 | Befolkningsutvecklingen i Borgholms stad 1820–1990 | Befolkningsutvecklingen i Borgholms stad 1820–1990 | Befolkningsutvecklingen i Borgholms stad 1820–1990 |
| --- | -------------------------------------------------- | -------------------------------------------------- | -------------------------------------------------- | -------------------------------------------------- |
| |                                                    |                                                    |                                                    |                                                    |
| År |                                                    |                                                    | Folkmängd                                          |                                                    |
| 1820 | 1820                                               |                                                    | 109                                                |                                                    |
| 1830 | 1830                                               |                                                    | 288                                                |                                                    |
| 1840 | 1840                                               |                                                    | 481                                                |                                                    |
| 1850 | 1850                                               |                                                    | 545                                                |                                                    |
| 1860 | 1860                                               |                                                    | 658                                                |                                                    |
| 1870 | 1870                                               |                                                    | 817                                                |                                                    |
| 1880 | 1880                                               |                                                    | 906                                                |                                                    |
| 1890 | 1890                                               |                                                    | 840                                                |                                                    |
| 1900 | 1900                                               |                                                    | 926                                                |                                                    |
| 1910 | 1910                                               |                                                    | 1 151                                              |                                                    |
| 1920 | 1920                                               |                                                    | 1 269                                              |                                                    |
| 1930 | 1930                                               |                                                    | 1 981                                              |                                                    |
| 1940 | 1940                                               |                                                    | 2 037                                              |                                                    |
| 1950 | 1950                                               |                                                    | 2 319                                              |                                                    |
| 1960 | 1960                                               |                                                    | 2 493                                              |                                                    |
| 1970 | 1970                                               |                                                    | 2 437                                              |                                                    |
| 1980 | 1980                                               |                                                    | 2 738                                              |                                                    |
| 1990 | 1990                                               |                                                    | 3 177                                              |                                                    |
| Anm: Källor: Umeå universitet - Tabellverket 1749-1859, Demografiska databasen, CEDAR, Umeå universitet |                                                    |                                                    |                                                    |                                                    |